# Mr.マリック魔法の時間
『Mr.マリック★魔法の時間』（ミスターマリック まほうのじかん）は、テレビ東京系列局ほかで放送されていたテレビ東京製作のマジックを主体とするバラエティ番組である。全39回。テレビ東京系列局と岐阜放送では2001年10月4日から2002年6月27日まで、毎週木曜 18:30 - 19:00 （日本標準時）に放送。

## 概要
Mr.マリックが首都圏各地の小学校を訪ね、そこで様々なマジックを披露していた番組。島崎俊郎扮する「ドクターズール」と彼の手下になっているTIMが妨害をする中、マリックは協力者のあさりどとともに「魔法の授業」を行っていた。
本番組の最終回をもって、『スーパーマリオクラブ』から約12年間続いた任天堂の一社提供番組シリーズは幕を下ろした。なお、テレビ東京系列局においては任天堂の一社提供で放送されていたが、独立UHF局の岐阜放送（GBS）においてはCMが差し控えられていた。（岐阜放送では、『ワールドビジネスサテライト』などを除いて、TXN系列局制作のネットセールスの番組では番組販売扱いでスポンサー、CMをまるごと差し替える。）
なお、任天堂関連のゲームバラエティ番組は3か月間の空白を経て『ポケットモンスター』メインの番組として復活。2002年10月開始の『週刊ポケモン放送局』から『ポケモンとどこいく!?』まで連続放送されている。

## 出演者
- Mr.マリック
- 島崎俊郎
- 堀口文宏（あさりど）
- 川本成（あさりど）
- ゴルゴ松本（TIM）
- レッド吉田（TIM）

## エンディングテーマ
- This is 運命（メロン記念日、2001年10月4日 - 2001年12月27日）
- 月とハーモニカ（神山さやか、2002年1月10日 - 2002年3月28日）
- Hello（amica、2002年4月4日 - 2002年6月27日）

## スタッフ
- 構成：清水東、井上知幸、目黒和仁
- ナレーター：鈴木麻里子、佐野文俊
- <スタジオ>
  - TD：小谷文人
  - カメラ：千明裕史
  - VE：杉山博紀
  - 音声：小野文之
  - 照明：大野祐子
  - CG：宮島英豪
- <ロケ>
  - カメラ：近江正彦
  - VE：石田伸夫
  - 音声：湯浅高巳
  - 照明：窪田秀樹
- 音効：田母神正顕
- 編集：梅本大介
- MA：浜田直樹
- 美術制作：藤野路弘
- デザイン：金子俊彦
- ヘアメイク：荒川千鶴
- 衣裳：武内修
- HP制作：蔵前康則、井上隆一郎
- 協力：東通、アックス、サウンズ・アート、4DS、McRAY、フルタイム、テクノマックス、テレビ東京ミュージック、髙橋ロケーションサービス
- 番組宣伝：松坂忠光（テレビ東京）
- 演出補：山口正人、工藤周
- プロデューサー補：小林紀美子
- ディレクター：大澤嘉工、爲川裕之
- 演出：日留川雄二
- プロデューサー：深谷守（テレビ東京）、高野正雄
- 製作：テレビ東京、カノックス

## ネット局
| 放送対象地域   | 放送局         | 系列           | 放送日時           | 備考       |
| -------------- | -------------- | -------------- | ------------------ | ---------- |
| 関東広域圏     | テレビ東京     | テレビ東京系列 | 木曜 18:30 - 19:00 | 製作局     |
| 北海道         | テレビ北海道   | テレビ東京系列 | 木曜 18:30 - 19:00 | 同時ネット |
| 愛知県         | テレビ愛知     | テレビ東京系列 | 木曜 18:30 - 19:00 | 同時ネット |
| 大阪府         | テレビ大阪     | テレビ東京系列 | 木曜 18:30 - 19:00 | 同時ネット |
| 岡山県・香川県 | テレビせとうち | テレビ東京系列 | 木曜 18:30 - 19:00 | 同時ネット |
| 福岡県         | TVQ九州放送    | テレビ東京系列 | 木曜 18:30 - 19:00 | 同時ネット |
| 岐阜県         | 岐阜放送       | 独立UHF局      | 木曜 18:30 - 19:00 | 同時ネット |
| 新潟県         | テレビ新潟     | 日本テレビ系列 | 火曜 16:00 - 16:29 | 遅れネット |
| 福島県         | 福島テレビ     | フジテレビ系列 |                    | 遅れネット |
| 宮城県         | 東日本放送     | テレビ朝日系列 | 水曜 16:00 - 16:30 | 遅れネット |
| 石川県         | 北陸朝日放送   | テレビ朝日系列 | 金曜 15:25 - 15:55 | 遅れネット |